# Lin-sia
Lin-sia, plným názvem Chuejský autonomní kraj Lin-sia, (čínsky pchin-jinem Línxià Huízú Zìzhìzhōu, znaky zjednodušené 临夏回族自治州), je autonomní kraj v západní části východní poloviny čínské provincie Kan-su, při hranicích Kan-su s provincií Čching-chaj. Má rozlohu 8 196 km², žije zde 2 109 750 obyvatel (2020).

## Geografie
Kraj leží v západní části východní poloviny čínské provincie Kan-su. Rozkládá se jižně od Lan-čou, centra Kan-su, a sousedí s provincií Čching-chaj na západě, s krajem Kanlho na jihu a městskou prefekturou Ting-si na východě. Krajinu kraje tvoří náhorní plošiny, hory a sprašové pahorkatiny; průměrná nadmořská výška je 2 000 m n. m.
Severozápadem kraje protéká Žlutá řeka, která kvůli sprašovému podloží získává svou bahnitě žlutou barvu. Je přehrazena u Liou-ťia-sia (okres Jung-ťing). Dále po proudu se nachází menší přehrada Jen-kuo-sia, rovněž na území okresu Jung-ťing.
Průměrná roční teplota je 8 °C, pouze 155 dnů v roce je bez mrazů. Oblast je polopouštní s ročním úhrnem srážek 442 mm.

## Administrativní členění
Autonomní kraj Lin-sia se člení na osm celků okresní úrovně, a sice jeden městský okres, pět okresů a dva autonomní okresy.
| městský okres · Lin-sia okres · Lin-sia okres · Kchang-le okres · Jung-ťing okres · Kuang-che okres · Che-čeng autonomní okres · Tung-siang autonomní okres · Ťi-š’-šan Národní přírodní rezervace Tchaj-c’-šan |                                |                       |                    |                                  |
| Název | Název                          | Počet obyvatel (2020) | Rozloha km² (2020) | Hustota zalidnění (obyv. na km²) |
| český přepis | znaky                          | Počet obyvatel (2020) | Rozloha km² (2020) | Hustota zalidnění (obyv. na km²) |
| Městský okres |                                |                       |                    |                                  |
| Lin-sia | 临夏市                         | 355 968               | 90                 | 3 932                            |
| Okresy |                                |                       |                    |                                  |
| Lin-sia | 临夏县                         | 322 628               | 1 025              | 314                              |
| Kchang-le | 康乐县                         | 255 955               | 877                | 292                              |
| Jung-ťing | 永靖县                         | 180 650               | 1 902              | 95                               |
| Kuang-che | 广河县                         | 260 596               | 537                | 485                              |
| Che-čeng | 和政县                         | 204 529               | 1 356              | 151                              |
| Autonomní okres |                                |                       |                    |                                  |
| Tung-siang (Kan-su) (tungsiangský) | 东乡族自治县                   | 290 034               | 1 507              | 193                              |
| Ťi-š’-šan (paoanský, tungsiangský a salarský) | 积石山保安族东乡族撒拉族自治县 | 239 390               | 903                | 266                              |
| |                                |                       |                    |                                  |
| Celkem | Celkem                         | 2 109 750             | 8 196              | 257                              |

## Ekonomika
Hrubý domácí produkt (HDP) kraje Lin-sia v roce 2002 činil 3,3 miliardy jüanů, což představovalo nárůst o  10,7 % oproti předchozímu roku. HDP na obyvatele byl 1 778 jüanů. Důležitými odvětvími ekonomiky kraje jsou zemědělství, zpracovatelský průmysl, výroba stavebních materiálů, finančnictví, vodní energie (přehrady Liou-ťia-sia a Jen-kuo-sia na Žluté řece) a cestovní ruch. Hlavní město kraje, město Lin-sia (dříve známé jako Che-čou), je centrem obchodu, dopravy a průmyslu pro oblast ležící jižně od Lan-čou. 

## Demografie
V roce 2010 žilo v kraji 1 946 677 obyvatel, při následujícím sčítání lidu roku 2020 2 109 750 osob. Více než polovinu (56 %) obyvatelstva tvoří příslušníci nechanských národnostních menšin, především Chuejů, Tibeťanů, Salarů, Paoanů a Tungsiangů.

## Doprava
Prefekturou prochází čínská státní silnice č. 213 od hranice s Lan-čou na severu k hranici s Kanlho na jihu. Železniční doprava v prefektuře se omezuje na krátkou trať na severu, která spojuje průmyslové město Liou-ťia-sia s hlavní tratí Lan-čou–Si-ning (ta vede podél severní hranice prefektury, ale většinou na straně prefektury Lan-čou). 